# Chelone obliqua
Espèce
Chelone obliqua est une espèce de plantes de la famille des Plantaginacées (Plantaginaceae).
Cette robuste plante vivace originaire de l'Illinois s'est répandue dans le quart sud-est de l'Amérique du Nord, mais se fait rare à l'état sauvage dans certains états. Les horticulteurs commercialisent des cultivars  et des hybrides à usage ornemental.

## Liste des sous-espèces et variétés
Selon Tropicos (11 septembre 2014) (Attention liste brute contenant possiblement des synonymes) :
- Chelone obliqua subsp. erwiniae (Pennell & Wherry) Pennell
- Chelone obliqua subsp. obliqua
- Chelone obliqua subsp. speciosa (Pennell & Wherry) Pennell
- Chelone obliqua var. erwiniae Pennell & Wherry
- Chelone obliqua var. obliqua
- Chelone obliqua var. speciosa Pennell & Wherry